# Il bove
Il bove è una poesia di Giosuè Carducci. Il testo autografo porta la data del 23 novembre 1872. Fu pubblicata in edizione originale nella Strenna bolognese. Raccolta di prose e poesie inedite, Bologna, Società tipografica dei Compositori, 1873, p.168 , con il titolo Contemplazione della bellezza e sotto lo pseudonimo di "Enotrio Romano". Fa parte della raccolta Rime nuove, che raccoglie liriche scritte dal 1861 al 1887. 
È un sonetto a schema ABAB ABAB CDE CDE.

## Analisi e commento[2]
|    | Il bove                                   |
|    |                                           |
|    | T'amo, o pio bove; e mite un sentimento   |
|    | Di vigore e di pace al cor m'infondi,     |
|    | O che solenne come un monumento           |
|    | Tu guardi i campi liberi e fecondi,       |
|    |                                           |
| 5  | O che al giogo inchinandoti contento      |
|    | L'agil opra de l'uom grave secondi:       |
|    | Ei t'esorta e ti punge, e tu col lento    |
|    | Giro de' pazïenti occhi rispondi.         |
|    |                                           |
|    | Da la larga narice umida e nera           |
| 10 | Fuma il tuo spirto , e come un inno lieto |
|    | Il mugghio nel sereno aer si perde;       |
|    |                                           |
|    | E del grave occhio glauco entro l'austera |
|    | Dolcezza si rispecchia ampïo e quïeto     |
|    | Il divino del pian silenzio verde.        |

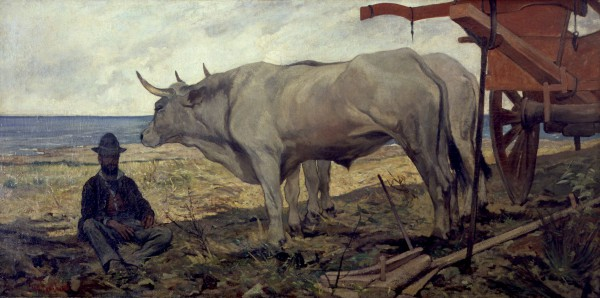
Giovanni Fattori, Il riposo (1887)

Il bove come simbolo di forza pacifica e paziente che nella sua monumentalità si accorda alla natura benigna e alla salutare vita fisica e morale dei campi. Una poesia pittorica che si ritrova in celebri dipinti dei macchiaioli e nella più lontana poesia virgiliana.